# Fayet-le-Château
Pour les articles homonymes, voir Fayet.
Fayet-le-Château est une commune française située dans le département du Puy-de-Dôme, en région Auvergne-Rhône-Alpes. Elle fait partie de l'aire d'attraction de Clermont-Ferrand.

## Géographie

### Localisation
Fayet-le-Château se trouve sur un affleurement du socle granitique, à une altitude de 650 m. La commune compte 381 habitants (en 2022), appelés les Castelfayettois. Le nom du village est un dérivé de Fagus, le hêtre, un feuillu qui abonde dans les forêts alentour.

#### Lieux-dits et écarts
Lieu-dit le Cheix : un cheix, en occitan (surtout en nord-occitan), c'est un massif rocheux,. Ils abondent sur la colline du Cheix et dans les vallées alentour, charriés par les glaciers qui les ont abandonnés là au dégel qui a suivi la fin de la dernière période glaciaire. Le Cheix fut très longtemps un village de carriers et de tailleurs de pierre, exploitant cette ressource abondante et très demandée au cours du XIXe siècle et jusqu'au tout début du XXe (pavage de routes, trottoirs, linteaux, pierres d'angles). Cette activité a aujourd'hui totalement disparu, le village s'est transformé en lieu-dit, aujourd'hui déserté et qui ne compte plus que six maisons habitées.
Les pierres magiques : la forme de certains blocs de granit situés dans la vallée derrière le Cheix et leur volume (certains dépassent 5 mètres de haut) évoquent des figures de légendes. Certains sites ont probablement servi de lieu de cultes animistes aux premières tribus néolithiques qui deviendront les Arvernes, mais le phénomène a été peu étudié. Le site dit des Trois Pierres, formé par trois monolithes qui semblent posés l'un sur l'autre en équilibre instable, est quasiment magique.

#### Communes limitrophes
Six communes sont limitrophes :
| Égliseneuve-près-Billom |                  | Mauzun                  |
| Montmorin               | Fayet-le-Château | Estandeuil              |
| Isserteaux              |                  | Saint-Jean-des-Ollières |

### Climat
Pour des articles plus généraux, voir Climat d'Auvergne-Rhône-Alpes et Climat du Puy-de-Dôme.
En 2010, le climat de la commune est de type climat des marges montargnardes, selon une étude du Centre national de la recherche scientifique s'appuyant sur une série de données couvrant la période 1971-2000. En 2020, Météo-France publie une typologie des climats de la France métropolitaine dans laquelle la commune est exposée à un climat de montagne ou de marges de montagne et est dans la région climatique Nord-est du Massif Central, caractérisée par une pluviométrie annuelle de 800 à 1 200 mm, bien répartie dans l’année.
Pour la période 1971-2000, la température annuelle moyenne est de 9,9 °C, avec une amplitude thermique annuelle de 15,5 °C. Le cumul annuel moyen de précipitations est de 936 mm, avec 10,2 jours de précipitations en janvier et 7,7 jours en juillet. Pour la période 1991-2020, la température moyenne annuelle observée sur la station météorologique installée sur la commune est de 11,2 °C et le cumul annuel moyen de précipitations est de 889,9 mm,. Pour l'avenir, les paramètres climatiques de la commune estimés pour 2050 selon différents scénarios d'émission de gaz à effet de serre sont consultables sur un site dédié publié par Météo-France en novembre 2022.
| Mois                                  | jan.           | fév.           | mars           | avril         | mai             | juin         | jui.          | août           | sep.          | oct.            | nov.             | déc.          | année     |
| ------------------------------------- | -------------- | -------------- | -------------- | ------------- | --------------- | ------------ | ------------- | -------------- | ------------- | --------------- | ---------------- | ------------- | --------- |
| Température minimale moyenne (°C)     | 0              | −0,1           | 2,3            | 4,5           | 8,1             | 11,6         | 13,5          | 13,5           | 10,1          | 7,5             | 3,3              | 0,8           | 6,3       |
| Température moyenne (°C)              | 3,3            | 4              | 7,3            | 9,9           | 13,8            | 17,5         | 19,7          | 19,8           | 15,8          | 12,1            | 7                | 4,1           | 11,2      |
| Température maximale moyenne (°C)     | 6,7            | 8,1            | 12,4           | 15,4          | 19,5            | 23,4         | 25,9          | 26             | 21,5          | 16,7            | 10,6             | 7,3           | 16,1      |
| Record de froid (°C) date du record   | −20 12.01.1987 | −17 10.02.1986 | −15,2 01.03.05 | −5 12.04.1986 | −1,5 09.05.1984 | 2,5 04.06.01 | 5,5 17.07.00  | 4,5 28.08.1998 | 1 25.09.02    | −6,5 29.10.1997 | −10,5 22.11.1998 | −13 15.12.01  | −20 1987  |
| Record de chaleur (°C) date du record | 22 30.01.02    | 24 24.02.1990  | 26 17.03.04    | 29,1 30.04.05 | 31,8 11.05.12   | 39 27.06.19  | 39,3 31.07.20 | 39,5 24.08.23  | 36,4 04.09.23 | 32 02.10.23     | 23,8 08.11.15    | 21,1 31.12.21 | 39,5 2023 |
| Précipitations (mm)                   | 55,3           | 49,8           | 51,4           | 76,9          | 97,7            | 89,6         | 78            | 86,9           | 81,7          | 82,2            | 83,4             | 57            | 889,9     |

## Urbanisme

### Typologie
Au 1er janvier 2024, Fayet-le-Château est catégorisée commune rurale à habitat très dispersé, selon la nouvelle grille communale de densité à sept niveaux définie par l'Insee en 2022.
Elle est située hors unité urbaine. Par ailleurs la commune fait partie de l'aire d'attraction de Clermont-Ferrand, dont elle est une commune de la couronne,. Cette aire, qui regroupe 209 communes, est catégorisée dans les aires de 200 000 à moins de 700 000 habitants,.

### Occupation des sols
L'occupation des sols de la commune, telle qu'elle ressort de la base de données européenne d’occupation biophysique des sols Corine Land Cover (CLC), est marquée par l'importance des territoires agricoles (72,1 % en 2018), une proportion identique à celle de 1990 (72,1 %). La répartition détaillée en 2018 est la suivante : prairies (63,1 %), forêts (27,9 %), zones agricoles hétérogènes (8,9 %). L'évolution de l’occupation des sols de la commune et de ses infrastructures peut être observée sur les différentes représentations cartographiques du territoire : la carte de Cassini (XVIIIe siècle), la carte d'état-major (1820-1866) et les cartes ou photos aériennes de l'IGN pour la période actuelle (1950 à aujourd'hui).

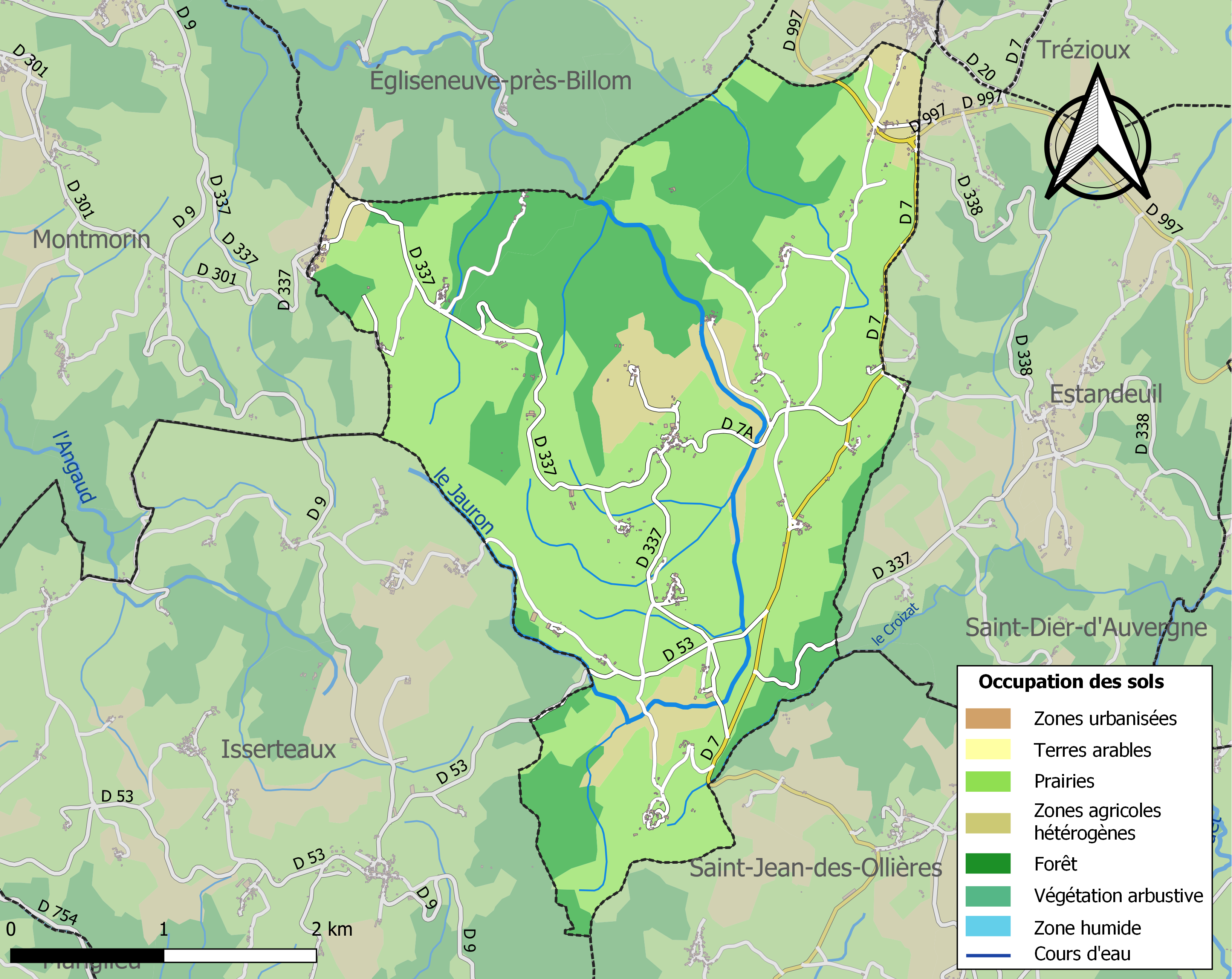
Carte des infrastructures et de l'occupation des sols de la commune en 2018 (CLC).

### Planification de l'aménagement
La communauté de communes Billom Communauté étant compétente en matière d'urbanisme, le plan local d'urbanisme concerne l'ensemble de ses communes. La commune de Fayet-le-Château disposait d'une carte communale, laquelle a été abrogée par un arrêté préfectoral du 7 novembre 2019.

### Voies de communication et transports
Le territoire communal est traversé par les routes départementales 7 (reliant Mauzun à Sugères), 7a, 337 (reliant Montmorin à la D 7 vers Saint-Jean-des-Ollières) et 997 (passant au nord de la commune et reliant Billom à Saint-Dier-d'Auvergne).

## Toponymie
Faiet lo Chastèl en occitan.

## Histoire
Le livre Fayet 1930 : Le Temps de Galoches, publié en 2009, relate la vie à Fayet-le-Château entre les années 1930 et 1950 environ, racontée par ceux qui l'ont connue.
Le roman Marie Quat'Sous, publié en avril 2011, raconte l'histoire vraie d'une de ses habitantes, authentique paysanne auvergnate qui passa sa vie de labeur entre Égliseneuve-près-Billom, où elle naquit en 1923, et Fayet-le-Château où elle décéda en 2011.

## Politique et administration

### Découpage territorial
La commune de Fayet-le-Château est membre de la communauté de communes Billom Communauté, un établissement public de coopération intercommunale (EPCI) à fiscalité propre créé le 1er janvier 2017 dont le siège est à Billom. Ce dernier est par ailleurs membre d'autres groupements intercommunaux.
Sur le plan administratif, elle est rattachée à l'arrondissement de Clermont-Ferrand, à la circonscription administrative de l'État du Puy-de-Dôme et à la région Auvergne-Rhône-Alpes. Jusqu'en mars 2015, elle dépendait du canton de Saint-Dier-d'Auvergne.
Sur le plan électoral, elle dépend du canton de Billom pour l'élection des conseillers départementaux, depuis le redécoupage cantonal de 2014 entré en vigueur en 2015, et de la cinquième circonscription du Puy-de-Dôme pour les élections législatives, depuis le dernier découpage électoral de 2010.

### Élections municipales et communautaires

#### Élections de 2020
Le conseil municipal de Fayet-le-Château, commune de moins de 1 000 habitants, est élu au scrutin majoritaire plurinominal à deux tours avec candidatures isolées ou groupées et possibilité de panachage. Compte tenu de la population communale, le nombre de sièges à pourvoir lors des élections municipales de 2020 est de 11. La totalité des onze candidats en lice est élue dès le premier tour, le 15 mars 2020, avec un taux de participation de 56,67 %.

#### Chronologie des maires

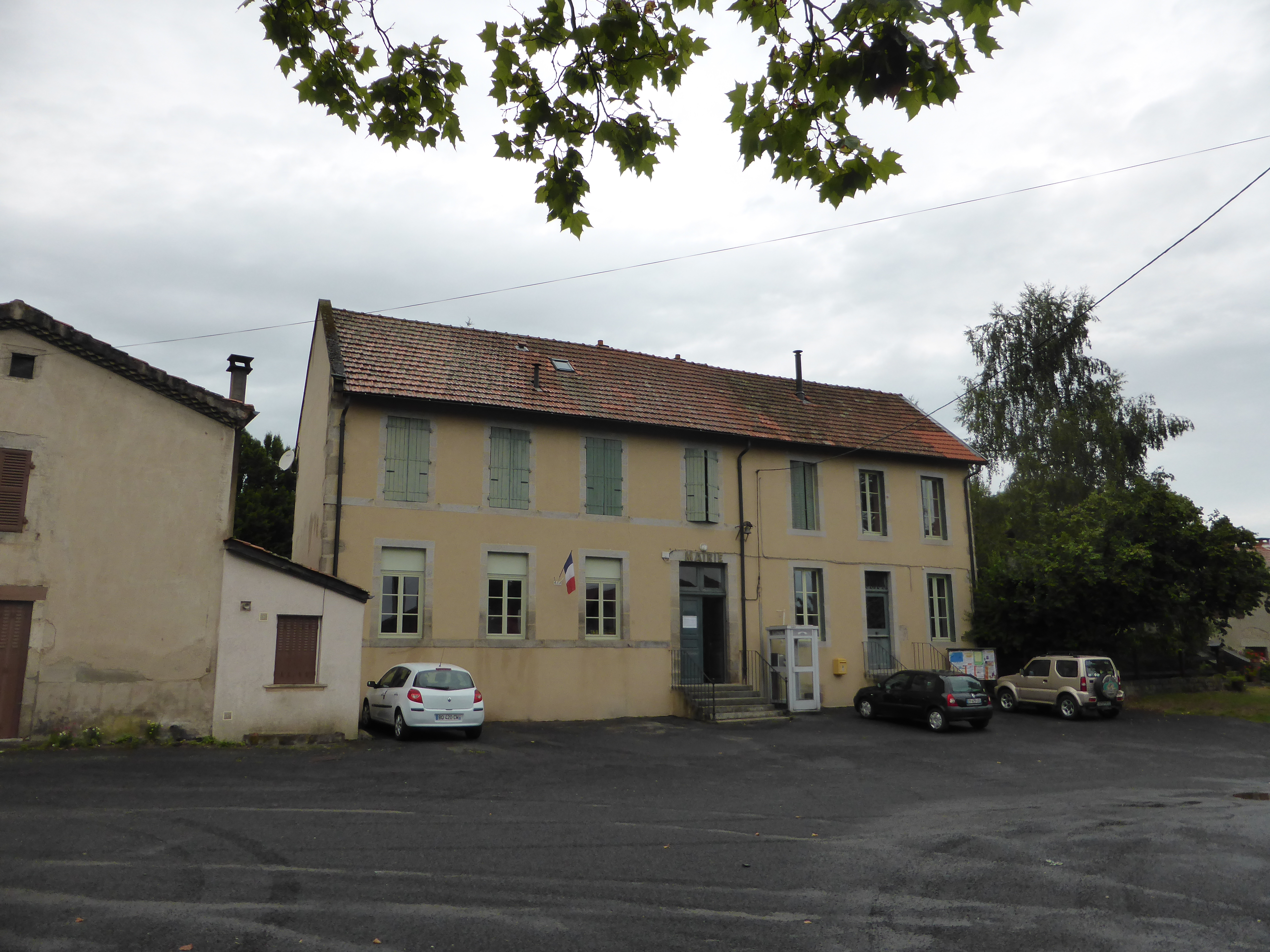
Mairie de Fayet-le-Château.

| Période                                  | Période                    | Identité                 | Étiquette | Qualité          |
| ---------------------------------------- | -------------------------- | ------------------------ | --------- | ---------------- |
| Les données manquantes sont à compléter. |                            |                          |           |                  |
| 1830                                     |                            | Joseph Peghoux           |           |                  |
|                                          |                            |                          |           |                  |
| mars 2001                                | mars 2014                  | Marcel Mouillaud         |           |                  |
| mars 2014                                | mai 2020                   | Mme Jacqueline Constanty |           |                  |
| mai 2020                                 | En cours (au 15 août 2020) | Bruno Valladier          | LR        | Médecin gériatre |

## Population et société

### Démographie
L'évolution du nombre d'habitants est connue à travers les recensements de la population effectués dans la commune depuis 1793. Pour les communes de moins de 10 000 habitants, une enquête de recensement portant sur toute la population est réalisée tous les cinq ans, les populations de référence des années intermédiaires étant quant à elles estimées par interpolation ou extrapolation. Pour la commune, le premier recensement exhaustif entrant dans le cadre du nouveau dispositif a été réalisé en 2005.

En 2022, la commune comptait 381 habitants, en évolution de +8,55 % par rapport à 2016 (Puy-de-Dôme : +2,1 %, France hors Mayotte : +2,11 %).
| 1793 | 1800 | 1806  | 1821  | 1831  | 1836  | 1841  | 1846  | 1851  |
| ---- | ---- | ----- | ----- | ----- | ----- | ----- | ----- | ----- |
| 952  | 829  | 1 028 | 1 092 | 1 120 | 1 116 | 1 187 | 1 123 | 1 081 |

| 1856  | 1861  | 1866  | 1872 | 1876 | 1881 | 1886 | 1891 | 1896 |
| ----- | ----- | ----- | ---- | ---- | ---- | ---- | ---- | ---- |
| 1 046 | 1 025 | 1 025 | 951  | 866  | 885  | 809  | 724  | 666  |

| 1901 | 1906 | 1911 | 1921 | 1926 | 1931 | 1936 | 1946 | 1954 |
| ---- | ---- | ---- | ---- | ---- | ---- | ---- | ---- | ---- |
| 673  | 681  | 579  | 495  | 467  | 431  | 400  | 320  | 300  |

| 1962 | 1968 | 1975 | 1982 | 1990 | 1999 | 2005 | 2006 | 2010 |
| ---- | ---- | ---- | ---- | ---- | ---- | ---- | ---- | ---- |
| 271  | 249  | 229  | 225  | 198  | 218  | 263  | 259  | 314  |

| 2015 | 2020 | 2022 | - | - | - | - | - | - |
| ---- | ---- | ---- | - | - | - | - | - | - |
| 349  | 372  | 381  | - | - | - | - | - | - |

## Culture locale et patrimoine

### Lieux et monuments

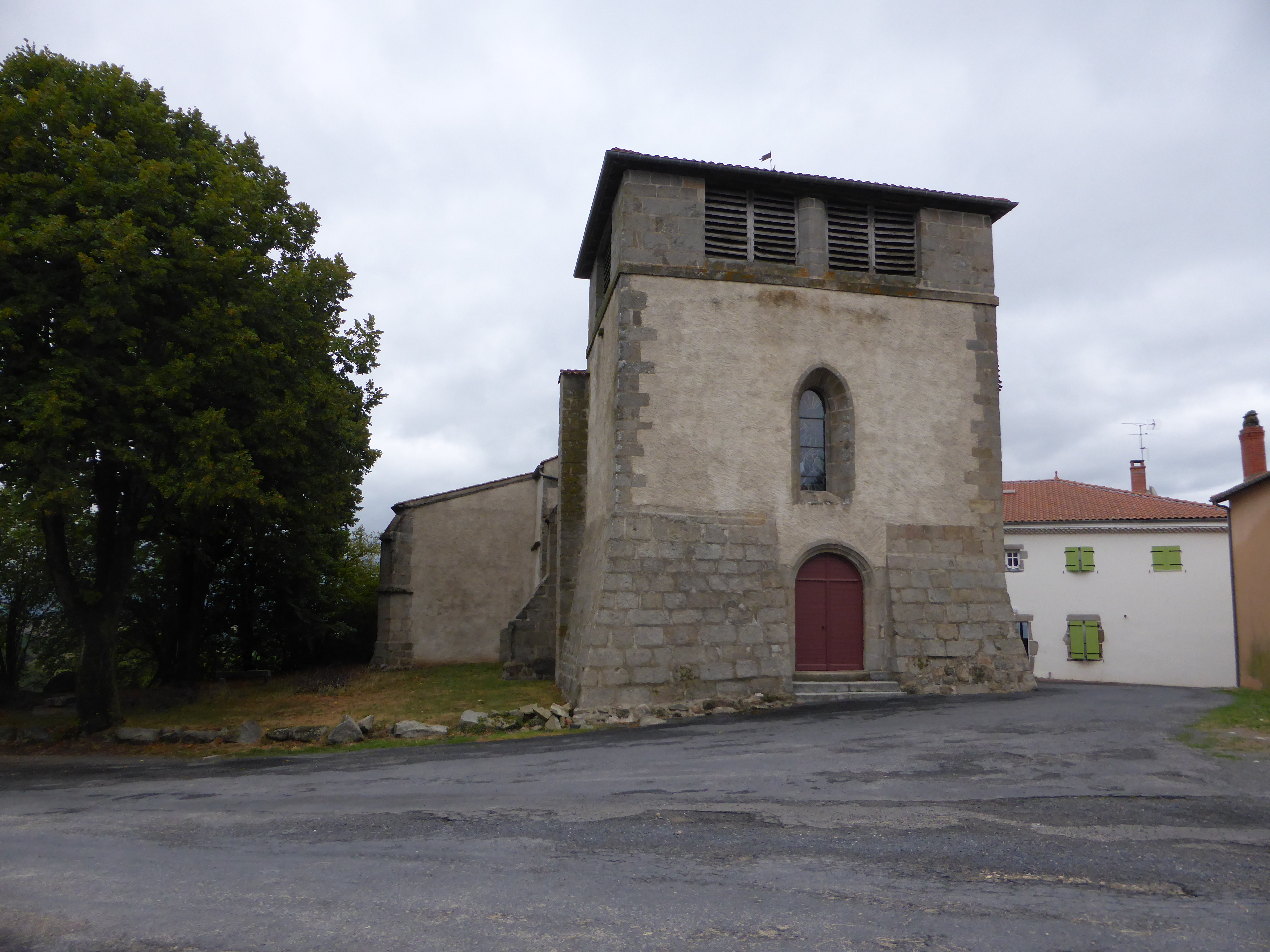
Église Saint-Barthélémy.

L'église Saint-Barthélémy, anciennement Saint-Pierre-aux-liens, date des XIIe et XVe siècles.
Le château de Seymiers se trouve sur la commune.